# Коронадо (Калифорния)
Коронадо (англ. Coronado) — курортный город в США, расположенный в округе Сан-Диего на юге штата Калифорния. Город лежит на острове, соединённом с материком томболо, и находится в непосредственной близости от центра Сан-Диего и отделён от него заливом Сан-Диего. Коронадо получил статус города в 1890 году. Население составляет 24 697 человек по переписи 2010 года.
Коронадо называют «Город Короны» (исп. coronádo — коронованный).

## История
Коронадо получил статус города 11 декабря 1890 года. Земля была куплена Элишей Спурр Бэбкок вместе с Хэмптоном Л. Стори и Джейкобом Грюндике, они хотели создать на территории курорт. В 1886 году была создана компания Coronado Beach. К 1888 году они построили отель Дель Коронадо (англ. Hotel del Coronado), и город стал популярным направлением для отдыха. Также были построены здание школы, спортивные, лодочные и бейсбольные клубы, парк развлечений, и палаточный городок.

## География

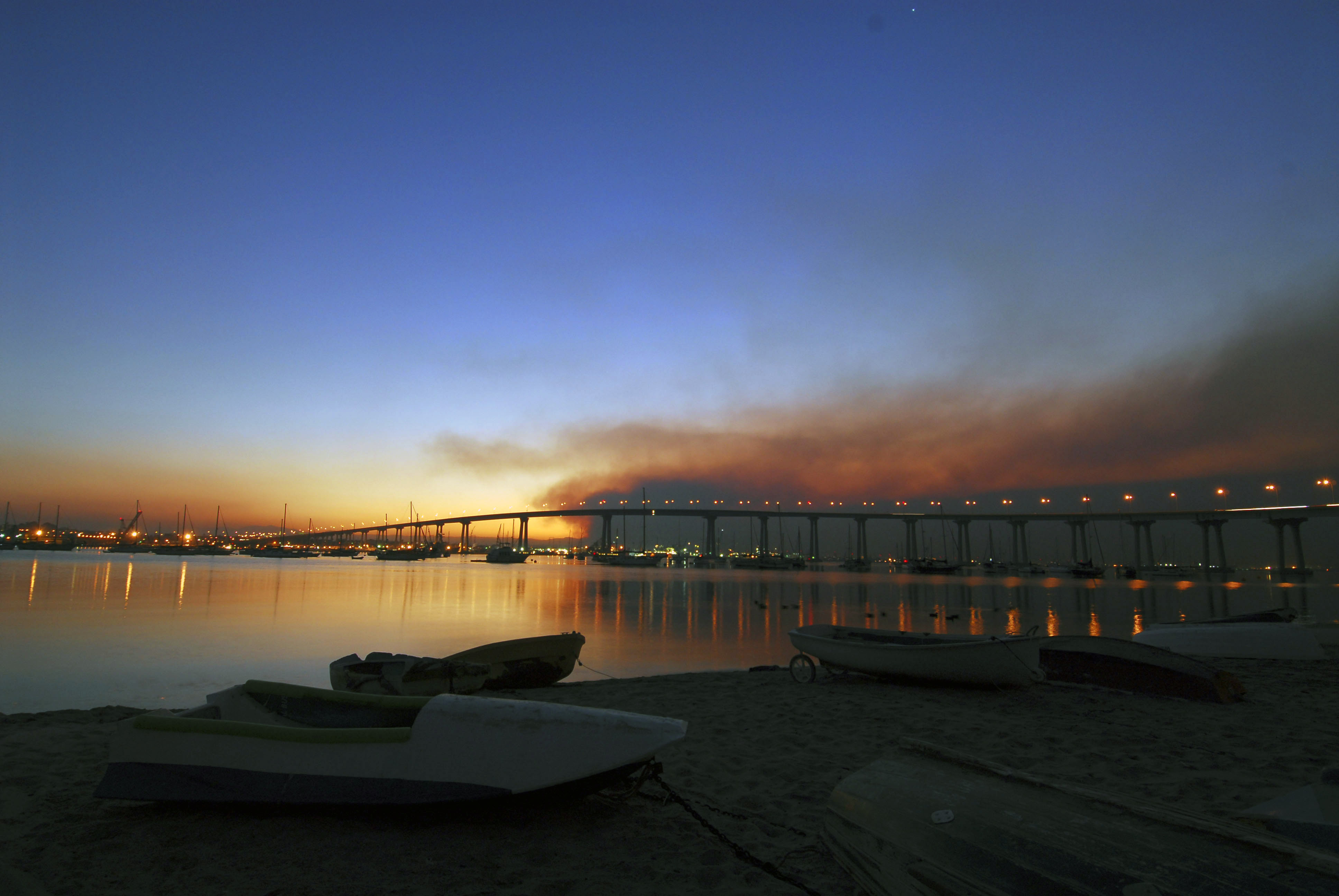
Восход над мостом Сан-Диего — Коронадо

По данным Бюро переписи населения США, общая площадь города составляет 85 км², где 20,5 км² города находятся на суше, а 64 км² — вода (75,72 %).
Географически, Коронадо — это полуостров или «связанный остров». С момента, когда была завершена постройка дороги на материк, он окончательно превратился в полуостров. Коронадо соединен с материком полосой земли томболо, называемой Серебряный берег. Коронадо, Серебряный берег и Северный остров образуют залив Сан-Диего.

### Климат
По системе классификации климатов Кёппена город Коронадо относится к полупустынному климату (BSk).
Зимы мягкие, лето тёплое и сухое. Самый холодный месяц — январь. Средняя температура января 13 °C, минимальная температура составляет 7 °C.
Январь, февраль и март — самые дождливые месяцы в году.
Самые тёплые месяцы — август и сентябрь. Средняя температура в это время составляет 22 °C.
| Показатель                    | Янв. | Фев. | Март | Апр. | Май  | Июнь | Июль | Авг. | Сен. | Окт. | Нояб. | Дек. | Год  |
| ----------------------------- | ---- | ---- | ---- | ---- | ---- | ---- | ---- | ---- | ---- | ---- | ----- | ---- | ---- |
| Абсолютный максимум, °C       | 31   | 32   | 37   | 37   | 37   | 38   | 38   | 37   | 44   | 42   | 38    | 31   | 44   |
| Средний суточный максимум, °C | 18,8 | 19,1 | 19,1 | 20,4 | 20,7 | 22,3 | 24,3 | 25,3 | 25,0 | 23,3 | 21,1  | 19,1 | 21,5 |
| Средняя температура, °C       | 14,3 | 14,9 | 15,5 | 17   | 18   | 19,6 | 21,5 | 22   | 22,5 | 19,7 | 16,5  | 14,2 | 18   |
| Средний суточный минимум, °C  | 9,8  | 10,8 | 12,0 | 13,6 | 15,4 | 17,0 | 18,8 | 19,7 | 18,9 | 16,2 | 12,0  | 9,4  | 14,4 |
| Абсолютный минимум, °C        | −4   | 1    | 2    | 4    | 7    | 10   | 12   | 12   | 10   | 6    | 2     | 0    | −4   |
| Норма осадков, мм             | 58   | 52   | 57   | 19   | 5    | 2    | 1    | 2    | 5    | 11   | 27    | 33   | 274  |
| Источник: Forecast Weather    |      |      |      |      |      |      |      |      |      |      |       |      |      |

## Демография
По данным переписи населения США 2010 года население города Коронадо составляет 24 697 человек. Расовый состав: 20 074 человек (81,2 %) — белые, 1678 человек (6,8 %) — афроамериканцы, 201 человек (0,8 %) — коренные американцы, 925 человек (3,7 %) — азиаты, 101 человек (0,4 %) — выходцы из тихоокеанских островов, 762 человек (3,1 %) — представители других рас и 956 человек (3,9 %) — представители двух или более рас.

## Правительство и политика
Город Коронадо управляется городским советом, который возглавляет непосредственно избранный мэр. Мэр и члены совета избирается на 4 года.
Коронадо долгое время был оплотом республиканцев; в 2013 году около 47 % избирателей были зарегистрированы республиканцами, 25 % — демократами и 24 % — беспартийными.

## Туризм
Туризм является важной составляющей экономики Коронадо. Этот город является домом для трех крупных курортов (Hotel del Coronado, Coronado Island Marriott и Loews Coronado Bay Resort), а также нескольких других отелей и гостиниц. Центр города вдоль Оранж-Авеню с его многочисленными магазинами, ресторанами и театрами также является ключевой частью местной экономики.

## Дель Коронадо

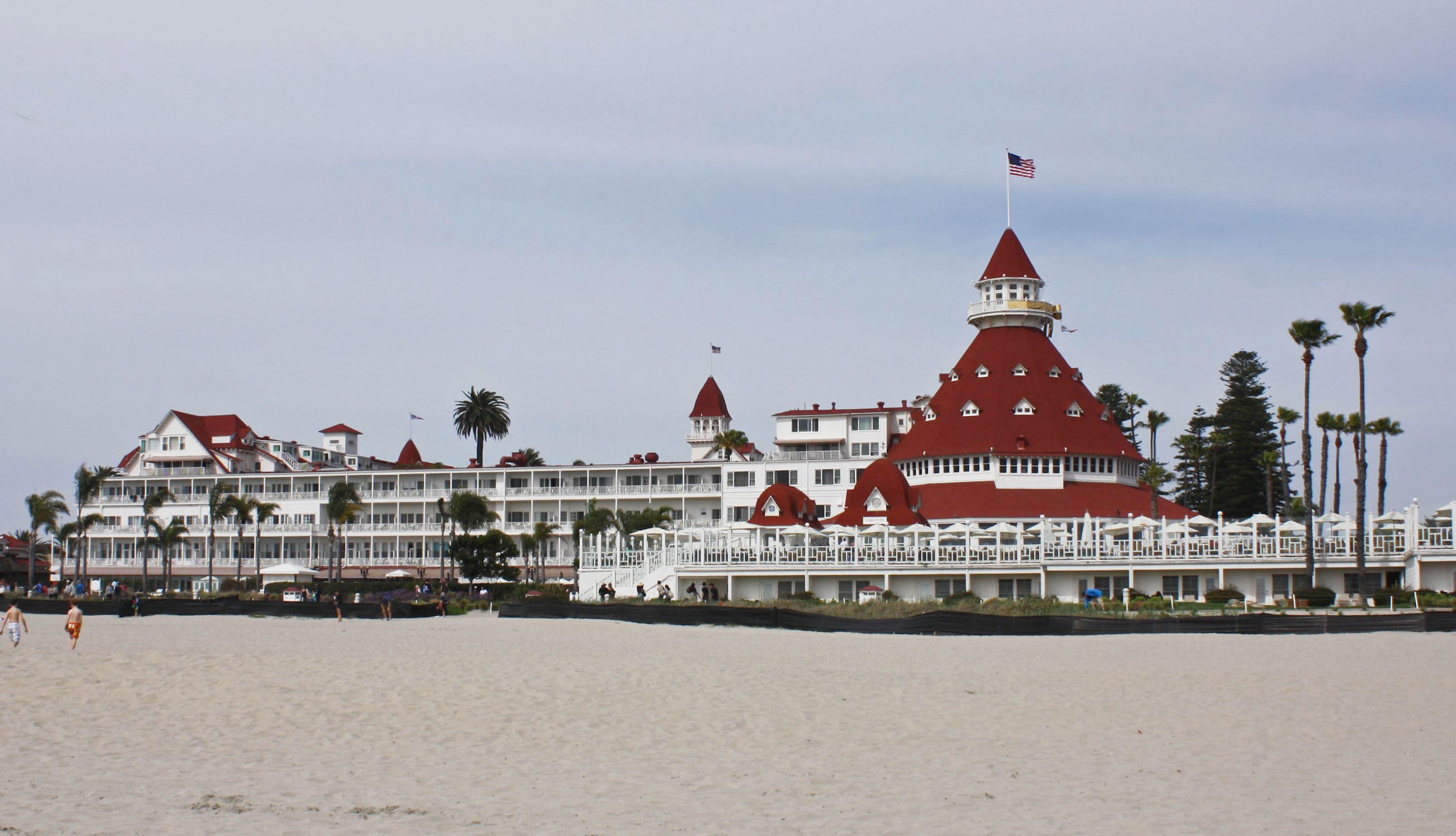
Дель Коронадо

Коронадо является родиной знаменитого отеля Дель Коронадо, построенного в 1888 году. Дель Коронадо долгое время считался одним из лучших курортов в мире. Он указан как Национальный исторический памятник и принимал многих известных гостей, в том числе многих американских президентов и других известных людей.

## Образование
Объединенный школьный округ Коронадо включает в себя 2 средние школы, 2 начальные школы. Также функционируют школа искусств Коронадо, государственная школа в кампусе средней школы Коронадо и частные школы — Приходская школа Святого Сердца и Дневная школа Крайст-Черч.